# Небієреті
Небієреті (груз. ნებიერეთი) — село в Грузії.
За даними перепису населення 2014 року в селі проживає 13 особа.